# Lada Obradović
Lada Obradović (* 1987 in Sisak) ist eine kroatische Jazzmusikerin (Schlagzeug, auch Stimme, Komposition).

## Leben und Wirken
Obradović, die kriegsbedingt auch in Slowenien aufwuchs, entdeckte erst mit 17 Jahren das Schlagzeugspielen und den Jazz. Zunächst schloss sie ein Bachelorstudium in Schlagzeug an der Universität für Musik und darstellende Kunst Graz ab; dann absolvierte sie das Masterstudium in Jazz-Performance an der Hochschule der Künste Bern bei Dejan Terzić.
Gemeinsam mit dem Pianisten David Tixier gründete Obradović 2016 das Obradovic-Tixier Duo, das mehrfach international ausgezeichnet wurde und mit dem sie erfolgreich tourte und mehrere Alben vorlegte: Professor Seek and Mister Hide (2019), The Boiling Stories of a Smoking Kettle (2020) und A Piece of Yesterday (2022). Anfang 2024 erschien die EP The Only Thing That Matters.
Zudem spielte Obradović in der Netflix-Serie «The Eddy» des Regisseurs Damien Chazelle eine Schlagzeugerin in einem Pariser Club, die sich mit der Mafia anlegte; mit der Band der Serie veröffentlichte sie das Album The Eddy. Außerdem leitete sie ihr Quintett Lada Obradović Project und spielt im Quartett Frame.Out. Weiterhin nahm sie an Wohltätigkeitsprojekten teil und engagierte sich mit der Gründung des SAY.R Vereins, der eine Spendenaktion „Shelter At Your Reach“ für verlassene und missbrauchte Tiere aus Kroatien und Bosnien initiierte. Sie ist auch auf Alben mit dem David Tixier Trio zu hören.

## Preise und Auszeichnungen
Obradović erhielt 2018 mit dem Obradovic-Tixier Duo erste Preise bei Jazz à Vienne, Jazz au Phare und dem Colmar Jazz Festival und gewann zudem 2019 den Wettbewerb von La Défense, wo sie auch einstimmig den ersten Platz als „Bester Solist“ zuerkannt bekam.